# NGC 2479
NGC 2479 est un amas ouvert situé dans la constellation de la Poupe. Il a été découvert par l'astronome germano-britannique William Herschel en 1790.
NGC 2479 est à environ 1 200 pc (∼3 910 al) du système solaire et les dernières estimations donnent un âge de 977 millions d'années. La taille apparente de l'amas est de 11 minutes d'arc, ce qui, compte tenu de la distance, donne une taille réelle maximale d'approximativement 13 années-lumière.
Selon la classification des amas ouverts de Robert Trumpler, cet amas renferme entre 50 et 100 étoiles (lettre m) dont la concentration est moyennement faible (III) et dont les magnitudes se répartissent sur un petit intervalle (le chiffre 1).